# Oecetis cochleata
Oecetis cochleata är en nattsländeart som beskrevs av G. Marlier 1956. Oecetis cochleata ingår i släktet Oecetis och familjen långhornssländor. Inga underarter finns listade i Catalogue of Life.